# 2117 Danmark
2117 Danmark è un asteroide della fascia principale. Scoperto nel 1978, presenta un'orbita caratterizzata da un semiasse maggiore pari a 2,8691588 UA e da un'eccentricità di 0,0720683, inclinata di 2,93580° rispetto all'eclittica.
L'asteroide è stato dedicato dallo scopritore alla Danimarca, suo Paese natale.